# .ke
.ke – domena internetowa przypisana od roku 1993 do Kenii  administrowana przez KeNIC (Kenya Network Information Center).

## Domeny drugiego poziomu
- co.ke – dla firm
- or.ke – organizacje pozarządowe
- ne.ke – firmy sieciowe
- go.ke – dla jednostek rządowych
- ac.ke – dla uczelni
- sc.ke – na szkół niższych i średnich
- me.ke – dla osób
- mobi.ke – dla treści na telefon komórkowy
- info.ke – firmy związane z informacją